# Schwachhauser Heerstraße

Verlauf der Schwachhauser Heerstraße, Stand 2008

Die Schwachhauser Heerstraße verläuft nordöstlich der Innenstadt Bremens durch den Stadtteil Schwachhausen und ist als über drei Kilometer lange Ausfallstraße in die äußeren Stadtteile eine wesentliche Achse des innerstädtischen Verkehrs. Sie wurde als Chaussee durch ein Villenviertel angelegt und vermochte sich diesen Charakter in Teilen bis heute zu erhalten. Seit Ende der 1990er Jahre wurde sie unter massiven Protesten der Anwohner in zwei Bauphasen abschnittsweise umgebaut.

## Lage im Stadtgebiet
Die Schwachhauser Heerstraße beginnt als direkte Verlängerung des Dobbenweges an der stark frequentierten Kreuzung mit der Bismarckstraße im dicht bebauten Viertel östlich der Altstadt und der Straße Außer der Schleifmühle. Die ersten 114 Meter bildet sie die Grenze zwischen den Stadtteilen Mitte (Ortsteil Ostertor) und Östliche Vorstadt (Ortsteil Fesenfeld). Danach unterquert sie im Concordiatunnel die kreuzende Eisenbahnlinie. Dies ist die einzige Brücke über die Straße.
Danach erreicht sie den Stadtteil Schwachhausen, durch den sie fast in ihrer gesamten Länge führt. Innerhalb von Schwachhausen bildet sie stets die Ortsteilgrenzen, auf der Südseite liegen die Ortsteile Gete und Radio Bremen, auf der Nordseite Barkhof, Schwachhausen und Riensberg. Nur die letzten 223 Meter ab Ernst-Grohne-Weg gehören auf der Nordseite vollständig zum Stadtteil Horn-Lehe (Ortsteil Horn). Nach 3,43 Kilometern endet die Schwachhauser Heerstraße an der rechtsseitigen Einmündung der Bürgermeister-Spitta-Allee. Hier knickt die Fahrbahn als Horner Heerstraße Richtung Norden ab.
Von der Schwachhauser Heerstraße zweigen 32 Nebenstraßen ab; keine kreuzt sie unter Beibehaltung des Straßennamens. Südseitig münden 15 Straßen und nordseitig 17. Die wichtigsten von ihnen sind auf der Nordseite die Hollerallee und ihr gegenüber auf der Südseite die Graf-Moltke-Straße, die Kurfürstenallee sowie die Kirchbachstraße (benannt nach Hugo Ewald von Kirchbach).

## Beschreibung

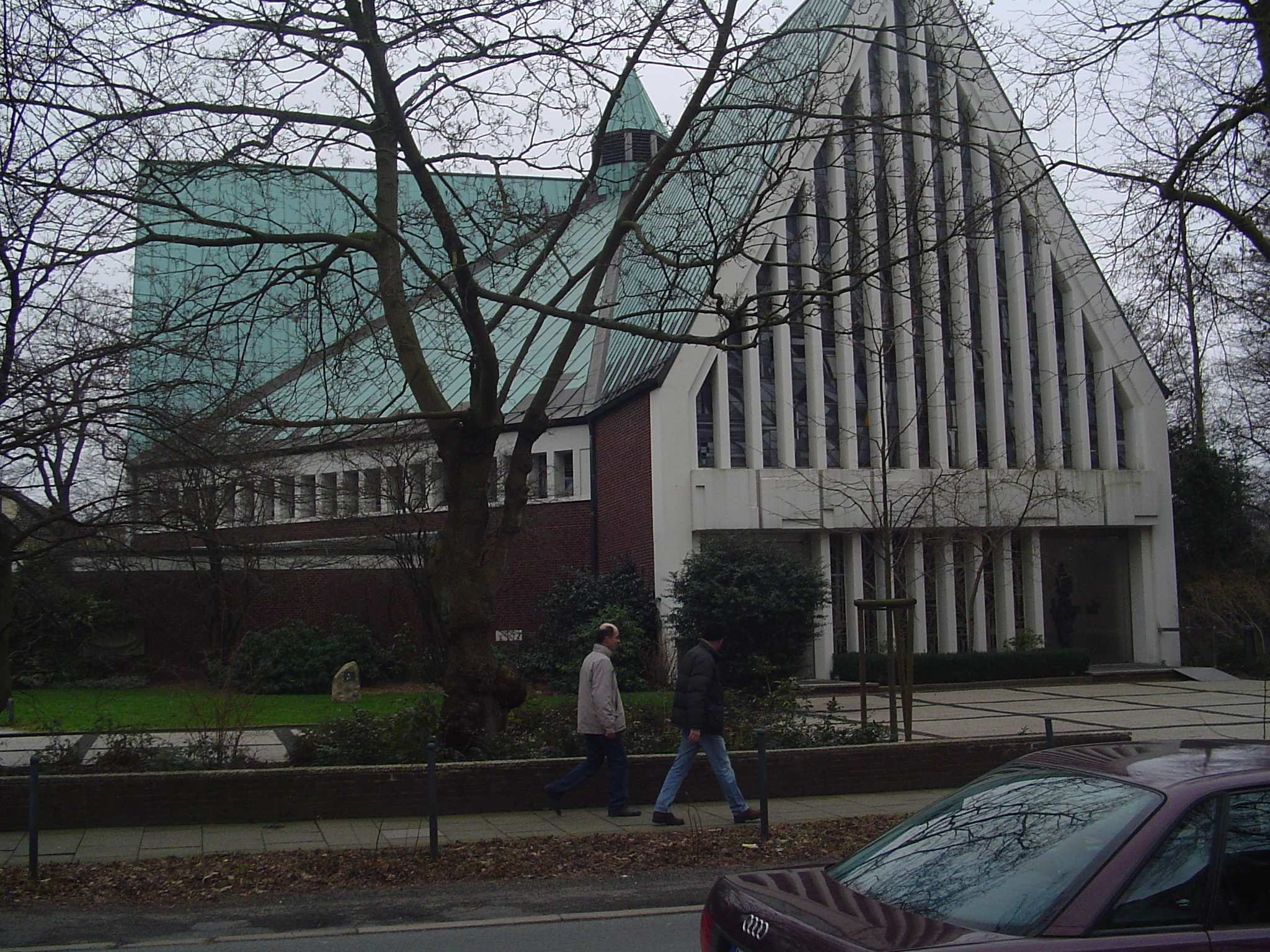
Die zur Pfarrgemeinde St. Katharina von Siena gehörende katholische St.-Ursula-Kirche an der Schwachhauser Heerstraße, 2007

Die Schwachhauser Heerstraße ist eine innerstädtische Durchgangsstraße. Sie ist durchschnittlich 25 bis 30 Meter breit. Auf ihrer gesamten Länge ist sie eine von Laubbäumen bestandene Allee und an den Straßenrändern von Fuß- und Radwegen gesäumt. Die Straßenbahngleise laufen in der Mitte der Straße zwischen den Richtungsfahrbahnen und sind in Teilen hochgepflastert.
Am verkehrsreichsten ist der 450 Meter lange Abschnitt zwischen der Hollerallee und der Kurfürstenallee. Hier wurden bei einer Zählung 1996 innerhalb von 24 Stunden 33.476 Kraftfahrzeuge registriert, von denen etwa drei Prozent Lastkraftwagen waren. Im südlich daran anschließenden Anfangsbereich der Schwachhauser Heerstraße, dem 478 Meter langen Abschnitt zwischen der Kreuzung Bismarckstraße/Dobbenweg/Außer der Schleifmühle und der Kreuzung Hollerallee/Graf-Moltke-Straße, wurden zur Jahreswende 2003/2004 an einem Werktag etwa 20.000 Kraftfahrzeuge gezählt.
Damit liegt die Schwachhauser Heerstraße im Vergleich zu anderen wichtigen Bremer Durchgangsstraßen im Mittelfeld. So wird beispielsweise die Utbremer Straße im Stadtteil Walle täglich von 65.753, die Oldenburger Straße (B 75/B 6) von 60.273 und die Neuenlander Straße (B 6) in der Neustadt von 43.835 Kraftfahrzeugen befahren. Die Zweitgenannte wird im Verlauf der Stephanibrücke über die Weser zu Spitzenzeiten sogar von 100.000 Fahrzeugen innerhalb von 24 Stunden befahren und ist damit die mit Abstand höchst frequentierte Bundesstraße Deutschlands.
Die Schwachhauser Heerstraße wird auch vom öffentlichen Nahverkehr bedient. So führt die Straßenbahnlinie 4 der Bremer Straßenbahn durchgehend vom Anfang bis zum Ende. Die Linien 1 und 1S verlaufen vom Beginn der Schwachhauser Heerstraße bis zur Einmündung der Kirchbachstraße, in welche sie abbiegen. Auch Busverkehr ist auf der Straße vertreten, wenn auch auf kurzer Strecke: Die Buslinie 24 trifft aus der Hollerallee kommend auf die Schwachhauser Heerstraße, folgt deren Lauf ein kurzes Stück gen Norden und verlässt sie wieder über die Kurfürstenallee. Insgesamt verfügt die Schwachhauser Heerstraße über acht Haltestellen.

## Geschichte
Über die Jahrhunderte war die heutige Schwachhauser Heerstraße eine nahezu unbebaute Straße, die durch die Schwachhauser Feldmark (Wiesen, Äcker und Felder) führte und Bremen mit Schwachhausen verband. Die einzigen Gebäude an der Straße waren Gehöfte, sogenannte Vollhöfe, die im Besitz der Bauern aus der Siedlung Pagentorn (Pferdeturm) waren.  

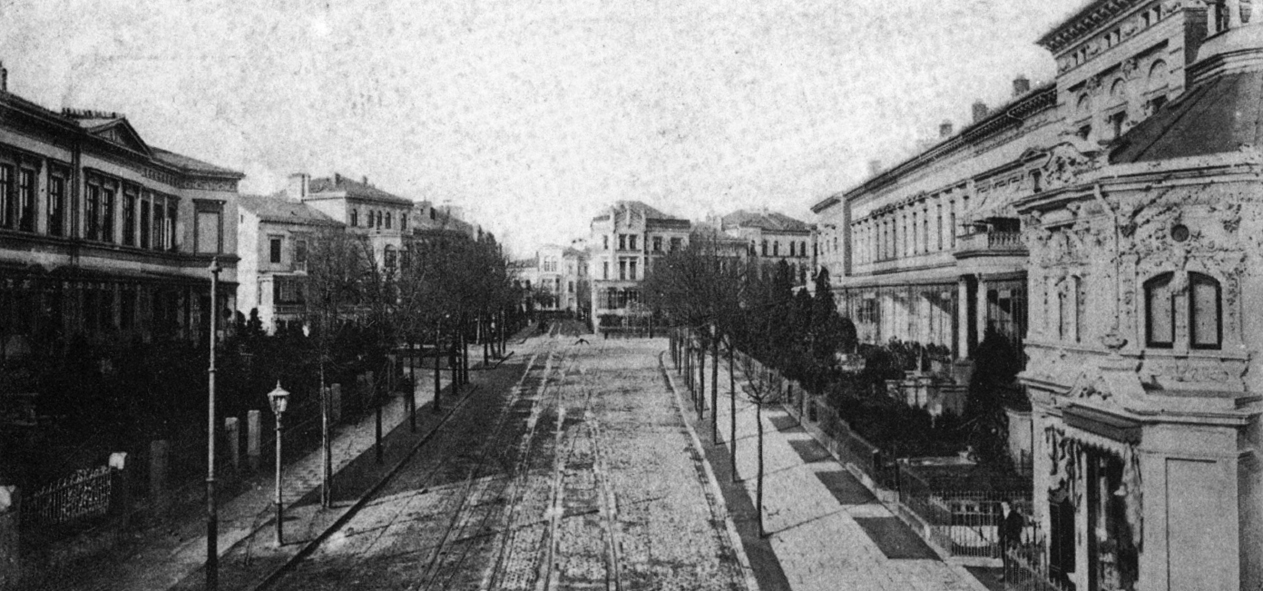
Schwachhauser Chaussee von 1899. Der Standort des Fotografen liegt auf Höhe des heutigen Concordiatunnels und der Blick ist stadteinwärts auf den Anfang der Straße gerichtet.

 Wegen dieser Besitzverhältnisse lautete der Name der Straße zumindest bis zur heutigen Carl-Schurz-Straße Pagentorner Weg. 1787 wurde dieser Weg zum Teil gepflastert und von 1816 bis 1819 umfassend ausgebaut und nach Norden bis in das Dorf Horn verlängert. So wurde die alte Riensberger Straße entlastet, die bislang die einzige Verbindung des Dorfes mit Bremen gewesen war. Verbunden mit dem Ausbau war auch die Errichtung eines Wegegeldhauses in Höhe der heutigen Einmündung der Metzer Straße. Die auf der Chaussee verkehrenden Kutschen mussten dort einen Wegzoll entrichten. Diese Regelung galt noch bis Ende der 1870er Jahre. 1901 gestaltete man das Haus zu einer Polizeiwache um und 1933 wurde es abgerissen.
Um 1825 begannen die Pagentorner Bauern, vor der fortschreitenden Ausweitung des Stadtgebietes zurückzuweichen, verkauften nach und nach ihre Höfe an der Schwachhauser Chaussee als Bauland und ließen sich mehrheitlich selbst an dieser nieder. 1834 war das erste Gebäude an der Chaussee in stadtauswärtiger Richtung eine Ziegelei auf der linken Straßenseite, etwa auf Höhe der heutigen Einmündung der Carl-Schurz-Straße. Dahinter bestanden nur noch acht alte Vollhöfe.
Ab etwa 1850 errichteten Bremer Kaufleute an der Schwachhauser Chaussee ihre Villen und Landhäuser und ab dem 4. Juni 1876 verkehrte auf der Straße die erste Pferdebahn, die zunächst die Strecke vom Herdentor in der Altstadt bis zur Vahrster Brücke bediente und in den Folgejahren verlängert wurde. Sie transportierte anfangs überwiegend Städter, die einen Tagesausflug auf das Land unternehmen wollten. Vier Jahre später waren mit dem Caffeegarten und Tanzsalon Ludwigslust, dem Schweizerhaus sowie den Restaurationen Ländliche Erholung und Englischer Garten bereits vier Ausflugslokale an der Schwachhauser Chaussee eröffnet.
Die Bremer Straßenbahn wurde 1892 elektrifiziert und die Schwachhauser Chaussee war eine der ersten Straßen, die die neuen Züge mit bis zu neun Kilometern pro Stunde befuhren. Acht Jahre darauf, 1900, waren die Wiesen entlang der Chaussee von der Stadt kommend bis zur Hollerallee verstädtert. Per Senatsbeschluss wurde der Name Schwachhauser Chaussee 1914 in Schwachhauser Heerstraße geändert. Die systematische Erschließung Schwachhausens schritt nun schneller voran und 1925 reichte die Bebauung bis zum Schwachhauser Ring.
Der Reitweg von der Uhlandstraße bis zur Markusallee an der Ostseite der Schwachhauser Heerstraße wurde 1936 in einen Radweg umgewandelt.

### Umstrittener Ausbau (1988 bis 2010)
1988 begannen erste Planungen bezüglich eines Ausbaus eines Teils der Schwachhauser Heerstraße, da mit weiter steigendem Kfz-Verkehrsaufkommen gerechnet wurde. Die rund 920 Meter lange Strecke vom Anfang bis zur Einmündung der Kurfürstenallee sollte auf vier Fahrstreifen – zwei je Fahrbahn – erweitert und somit der Straßenquerschnitt auf 30 bis 37 Meter verbreitert werden.
Viele Anwohner standen den Erweiterungsplänen kritisch gegenüber, da diese in ihren Augen nicht notwendig waren und sie eine größere Lärmbelastung, eine erhöhte Luftverschmutzung und somit eine Verringerung ihrer Lebensqualität befürchteten. Deshalb gründeten noch im gleichen Jahr 60 Anlieger die Bürgerinitiative „Keine Stadtautobahn durch Bremen“. Diese reichte nach mehreren Protestaktionen 1990 beim Verwaltungsgericht der Freien Hansestadt Bremen eine Klage ein. Die Richter urteilten im darauffolgenden Jahr zu Ungunsten der Stadt, dass die Planung fehlerhaft gewesen sei. Gegen dieses Urteil legten die Verantwortlichen der Baubehörde Berufung beim Oberverwaltungsgericht der Freien Hansestadt Bremen ein und änderten gleichzeitig ihre Planungen etwas ab. Vor Gericht kam es zu einem Vergleich zwischen den Anwohnern und der Stadt.

#### Erster Bauabschnitt

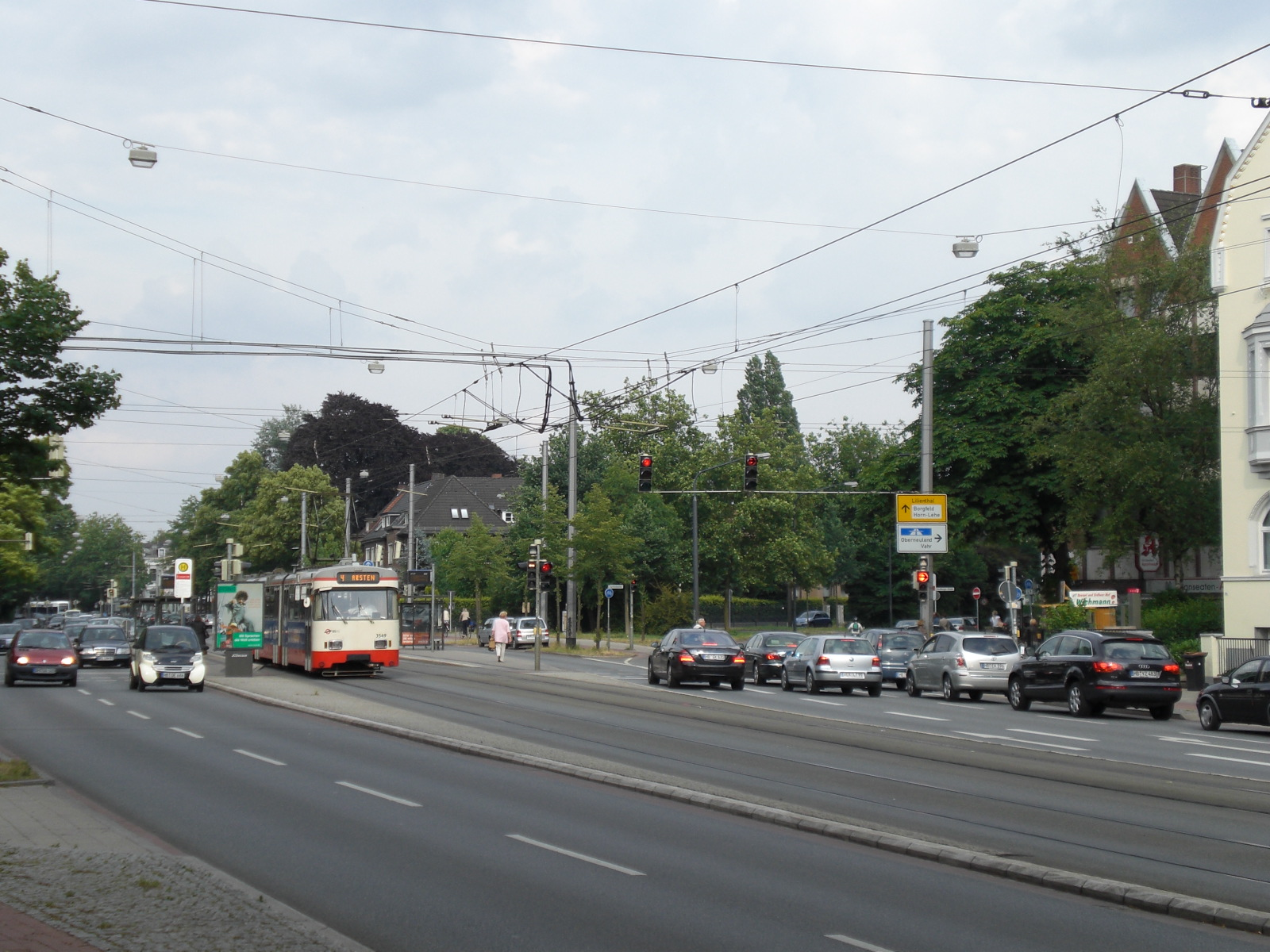
Einmündung der Kurfürstenallee, 2008

Mitte der 1990er Jahre wurde die Planung dahingehend geändert, die Schwachhauser Heerstraße in zwei Abschnitten auszubauen. Der erste Bauabschnitt erstreckte sich von der Kreuzung Hollerallee/Graf-Moltke-Straße bis zur Einmündung der Kurfürstenallee.
Im Juni 2000 legte die Stadt Bremen einen Ausbauplan vor, für den Anfang 2001 das Planänderungsverfahren eingeleitet wurde. Dieses fand mehr als ein Jahr später seinen Abschluss im Planfeststellungsbeschluss von 2002. Auch gegen die neuen Pläne reichte die Bürgerinitiative eine Klage ein, die jedoch 2002 vom Oberverwaltungsgericht abgewiesen wurde.
Die Straßenerweiterung begann im Juli 2003 mit der Verbreiterung der Fahrbahnen auf jeweils 6 Meter, was teilweise eine Verbreiterung um zehn Meter bedeutete. Hierzu erwarb die Stadt von 18 anliegenden Privatgrundstücken mehr als 500 Quadratmeter Ausbaufläche. Die Arbeiten am ersten Bauabschnitt waren Ende November 2003 abgeschlossen und kosteten 22,5 Mio. Euro.

#### Zweiter Bauabschnitt

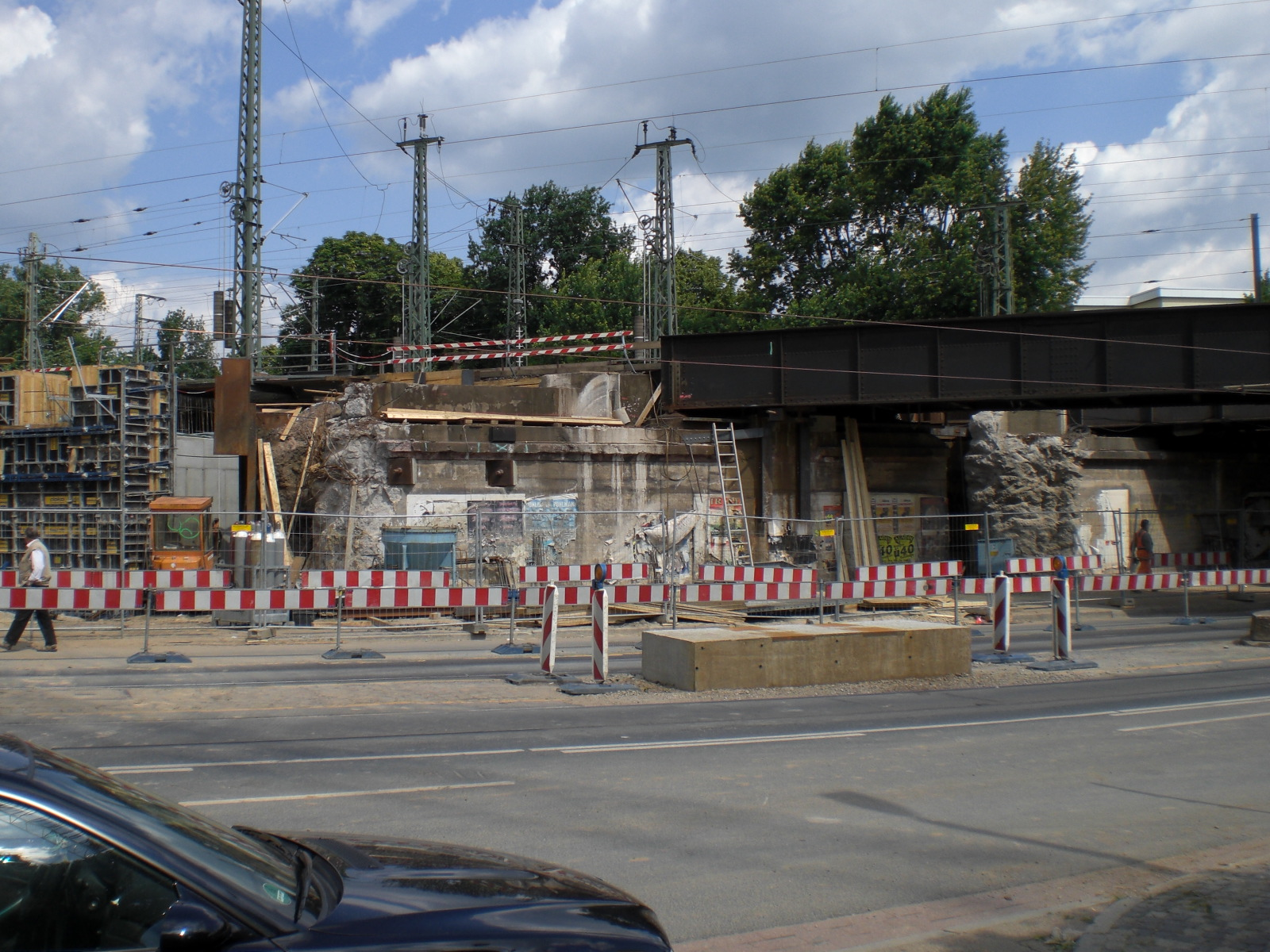
Arbeiten am nördlichen Widerlager des Concordiatunnels, Juni 2008

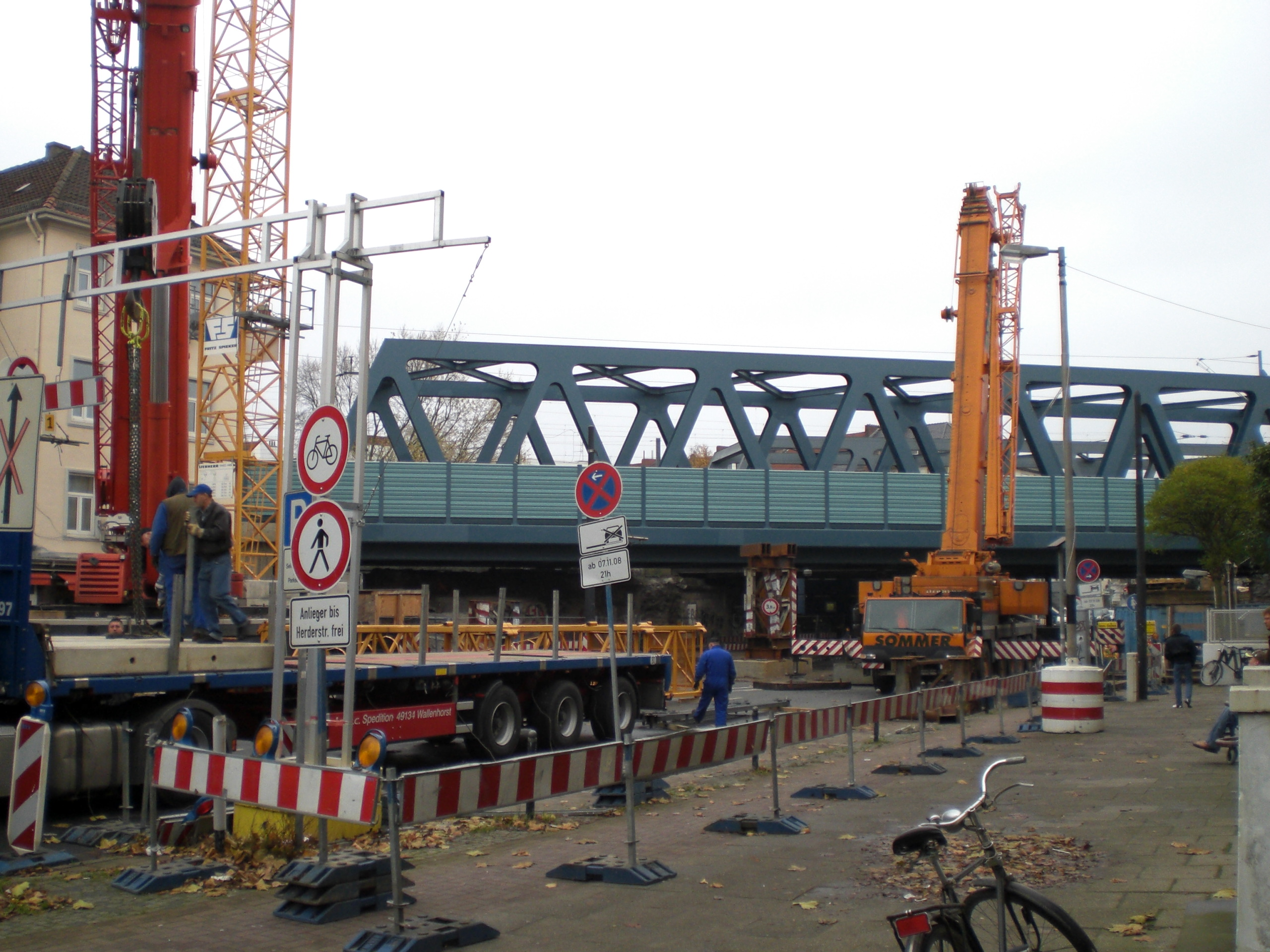
Arbeiten am nördlichen Widerlager des Concordiatunnels, Nov. 2008

Der zweite Bauabschnitt reichte vom südlichen Beginn am Dobbenweg bis zur Kreuzung Hollerallee/Graf-Moltke-Straße. Bereits 1999 hatte der Senat dem Gesamtprojekt der Straßenbahnlinie 4 zugestimmt, das mit dem Ausbau und der Umgestaltung der Schwachhauser Heerstraße verknüpft war. Im November 2000 wurde das Planänderungsverfahren eingeleitet.
Im November 2004 einigten sich der Senat und die Bürgerinitiative auf einen Kompromiss, der folgendes vorsah:
- Hochpflasterung der Straßenbahn
- Verbreiterung der Fahrbahnen auf jeweils 5,50 Meter
- Mittige Fahrbahnmarkierung, sodass zwei schmale Fahrstreifen entstehen
- Pflanzung von zwölf neuen Bäumen
- Verbesserung der Verkehrsführung für den Radverkehr
- Verringerung der Inanspruchnahme privater Flächen auf 295 Quadratmeter

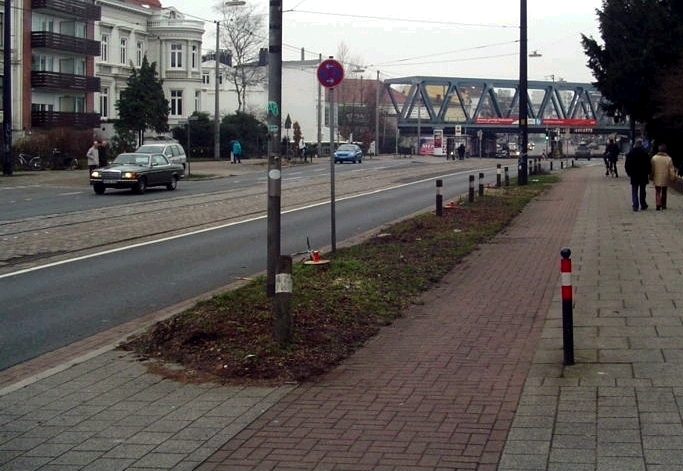
Am Tag nach dem Fällen der Bäume, Feb. 2007

Die Angaben über die benötigten Finanzmittel variierten stark. Die Verantwortlichen in den städtischen Gremien sprachen im November 2004 von errechneten 8 Mio. Euro für den Straßenabschnitt, von denen die Stadt 3 Mio. Euro übernehmen werde. Der bremische Finanzierungsanteil an der Erweiterung des Concordiatunnel betrage 9 Mio. Euro. Etwas mehr als ein Jahr später, am 8. Dezember 2005, bezifferte der Senator für Umwelt, Bau, Verkehr und Europa die Gesamtkosten auf 25 Mio. Euro, von denen Bremen 5,1 Mio. Euro zu tragen habe. Diese Gesamtsumme setzte sich aus 11 Mio. Euro für den Ausbau des Straßenabschnitts sowie 14,5 Mio. Euro für die Verbreiterung des Concordiatunnels zusammen. Diese Verbreiterung der Brücke werde überwiegend von der Deutschen Bahn finanziert, da hier ein Sanierungsbedarf für die Gleisanlagen und die Brücke besteht.
Eine Klage der Bürgerinitiative wurde vom Oberverwaltungsgericht abgewiesen. In der Nacht auf den 18. Februar 2007 wurden im zweiten Bauabschnitt 16 Bäume gefällt. Die Gesamtbaumaßnahme wurde 2010 abgeschlossen.

## Bemerkenswerte Gebäude
Entlang der langen Schwachhauser Heerstraße finden bzw. fanden sich zahlreiche sehenswerte, markante oder historisch wichtige Gebäude oder Gebäudeensembles, von denen hier einige exemplarisch aufgeführt werden.

### Nr. 17: Concordia

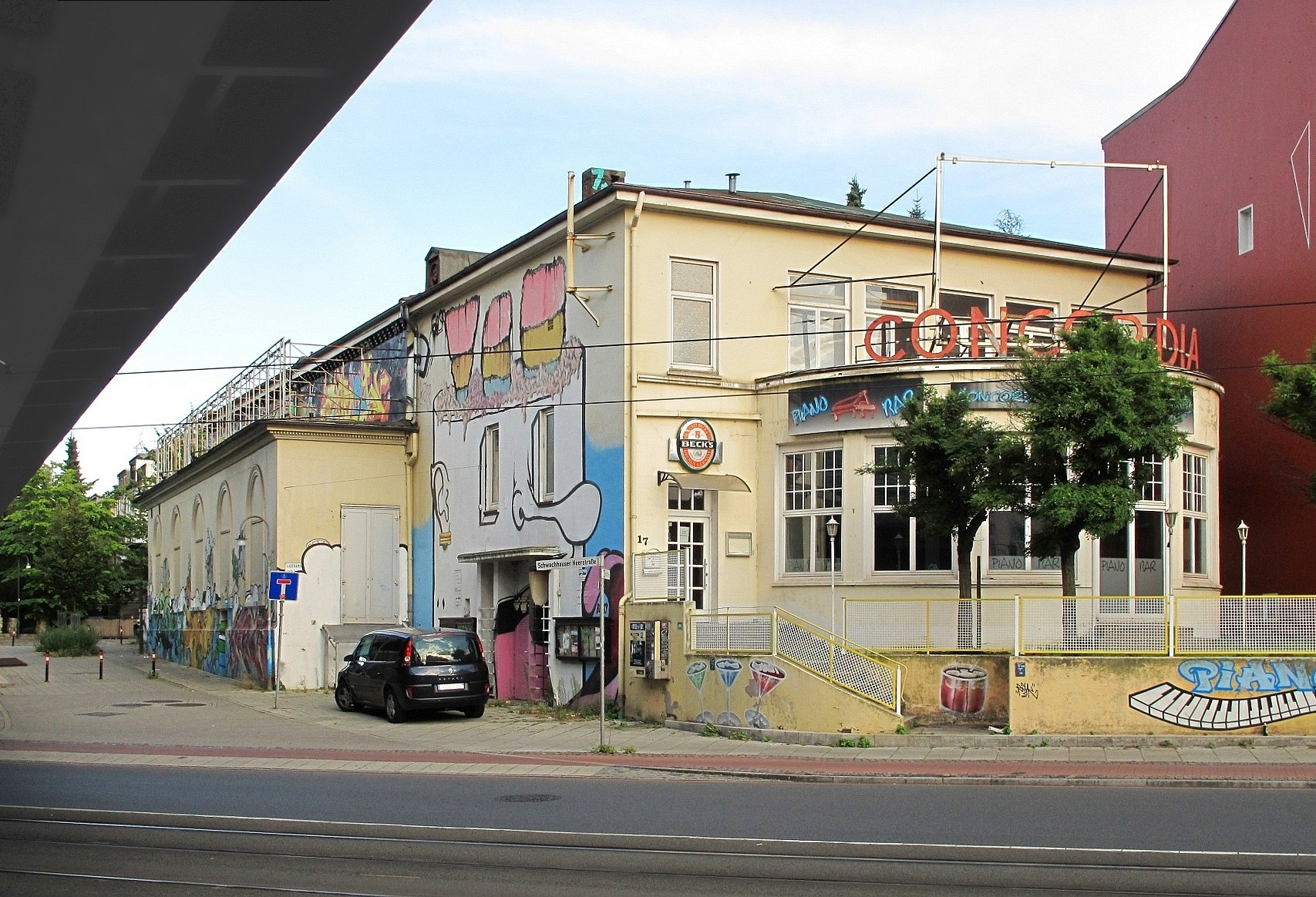
Das Concordia (bis 2016), Blick aus dem Concordiatunnel, 2014

Das Concordia war ein kleines Theaterhaus, das sich als Nummer 17 bei Kilometer 0,09 an der rechten Straßenseite befand und somit direkt vor dem Concordiatunnel stand, der seinen Namen diesem Haus verdankt. Es wurde 1880 als Gaststätte erbaut, 1971 erstmals als Theater genutzt und 2016 abgerissen.

### Nr. 23: Haus Paula Becker

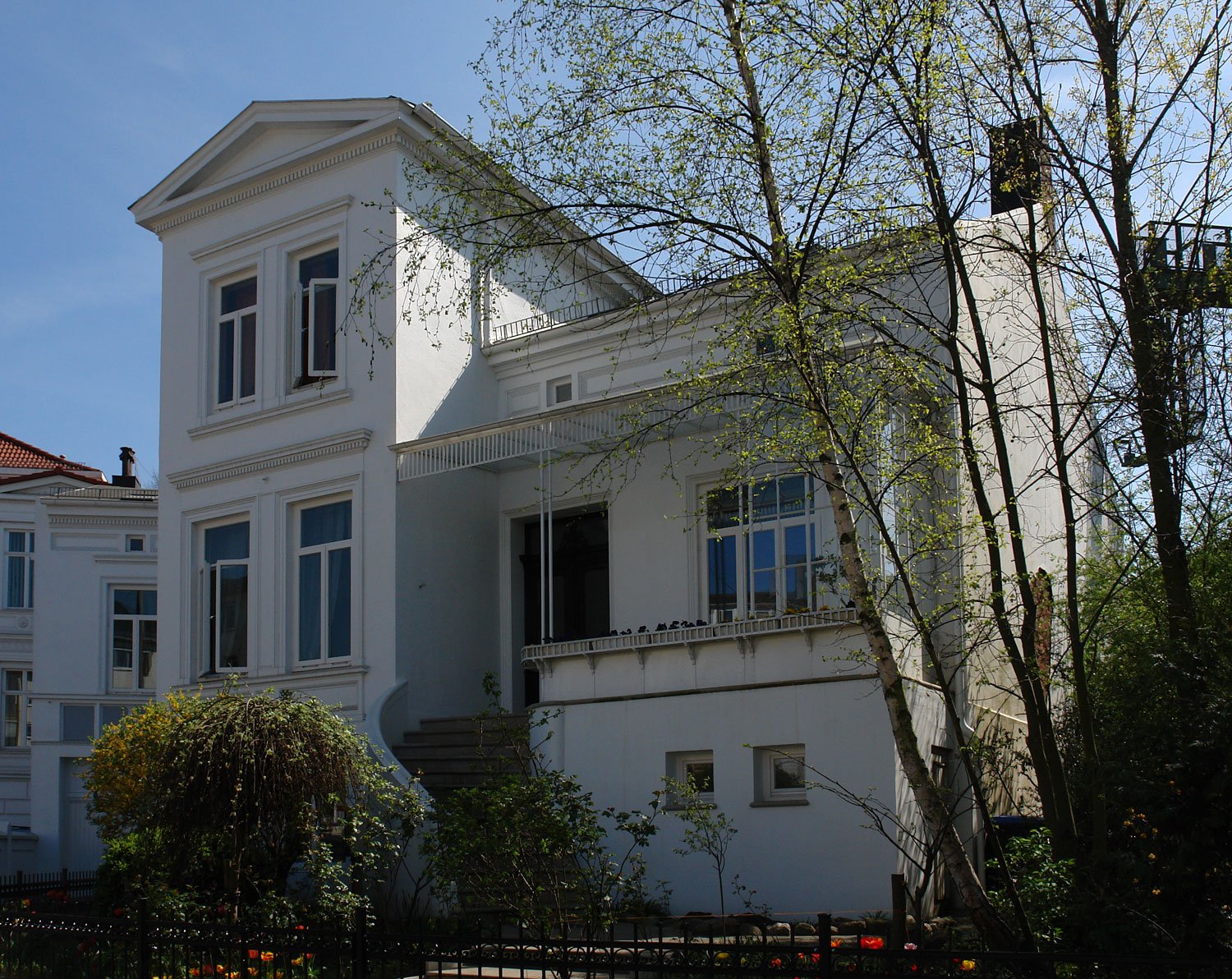
Becker-Haus, 2007

Das Haus Paula Becker genannte Gebäude befindet sich bei Kilometer 0,2 an der rechten Straßenseite, direkt hinter dem Concordiatunnel und somit – nur durch den Bahndamm getrennt – in unmittelbarer Nachbarschaft zum Concordia. Das Haus erlangte Berühmtheit, da es das Elternhaus der populären Malerin Paula Modersohn-Becker war. Deren Familie zog 1888 von Dresden nach Bremen und erwarb das Gebäude. Modersohn-Becker lebte hier bis 1899 und verbrachte in diesem Haus einen großen Teil ihres Lebens.
Das gewinkelte Haus mit Veranda, Freitreppe, vorstehendem Giebel und einem großen Garten wurde 1861 gebaut.

### Nr. 41: Bürohaus
Das Bürohaus Schwachhauser Heerstraße 41 wurde für die Deutsche Apotheker- und Ärztebank (Düsseldorf) 1971/72 nach Plänen des Architekten Otto Lindner (Düsseldorf) gebaut. Das im „beton-brut-Charakter“ gebaute Haus erhielt beim BDA-Preis Bremen 1974 eine Belobigung. Es wird von Dienstleistungsunternehmen genutzt (Stand 2014).

### Nr. 54: St. Joseph-Stift

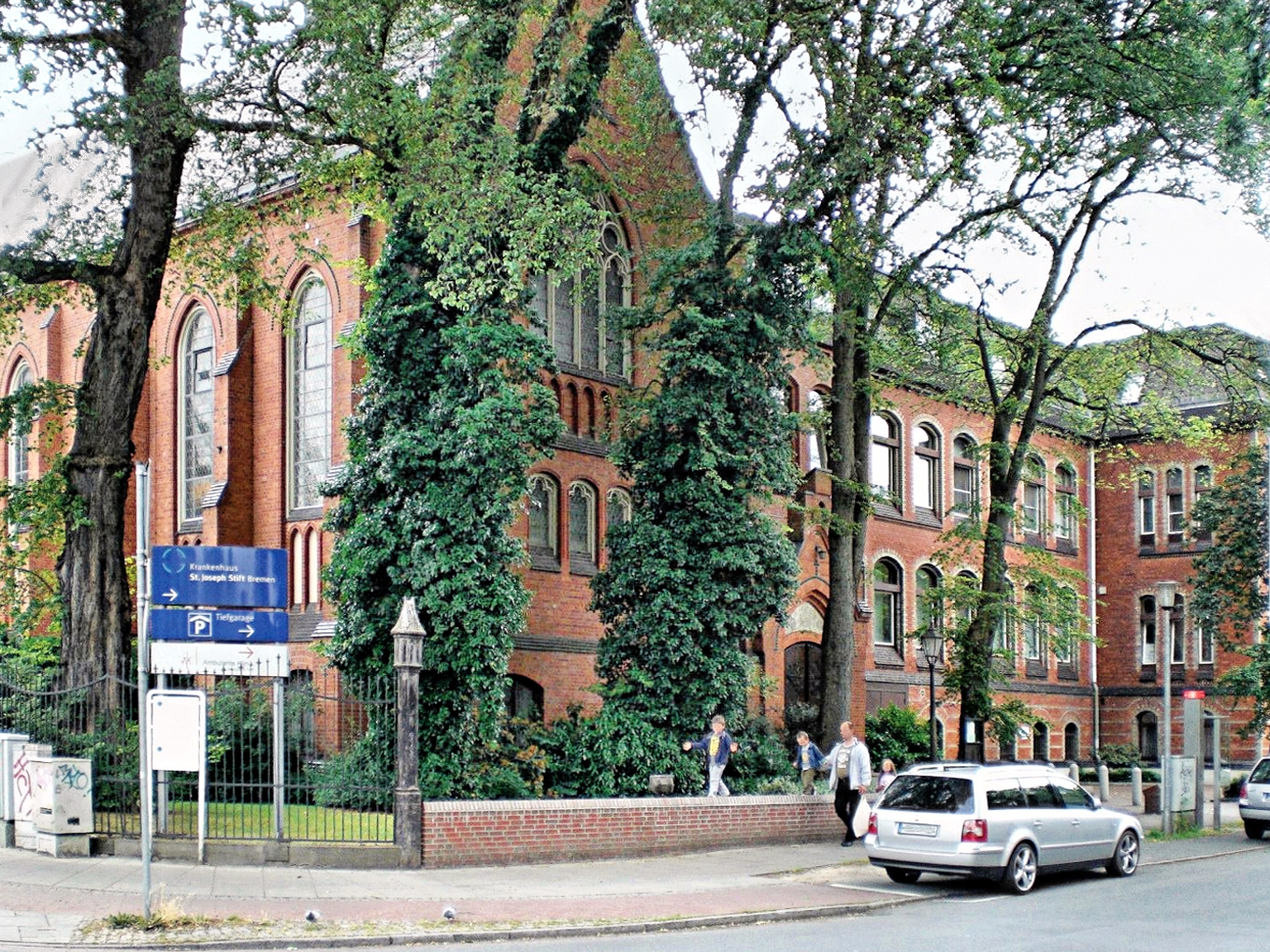
Krankenhaus St. Joseph-Stift, ältester Teil, links die Kapelle, 2008

Das katholische St.-Joseph-Stift zählt zu den größten Krankenhäusern der Stadt Bremen. Es liegt bei Kilometer 0,80 an der linken Straßenseite an der Ecke zur Schubertstraße, verfügt über rund 450 Betten und beschäftigt etwa 950 Mitarbeiter (Stand: 2017).
Die Historie des Krankenhauses reicht zurück bis 1869. Am 11. Mai schlossen Mitglieder der katholischen Gemeinde Bremen einen Vertrag mit den Ordensschwestern der Franziskanerinnen zu St. Mauritz bei Münster, der vorsah, dass die Frauen unentgeltlich und ohne Ansehen von Konfession und Stand den Kranken in Bremen medizinische Hilfe leisten sollten. Im Jahr zuvor grassierte eine Typhusepidemie und in Bremen gab es nicht genügend ausgebildete Fachkräfte.

### Nr. 62: Haus Rüppel bzw. Kapff
Zum Kippenberg-Gymnasium gehörte nach dem Zweiten Weltkrieg auch eine 1968 abgerissene Villa (Nr. 62), die 1863 nach Plänen des Architekten Ernst Klingenberg im Stil der Tudor-Gotik für den Kaufmann Heinrich Rüppel erbaut wurde. Das Haus ging in das Eigentum des Weinhändlers J.W.A. von Kapff über. Nach seinem Tod bewohnte seine Tochter, die Malerin Aline von Kapff, bis 1936 das Gebäude.

### Nr. 64: Kippenberg-Gymnasium

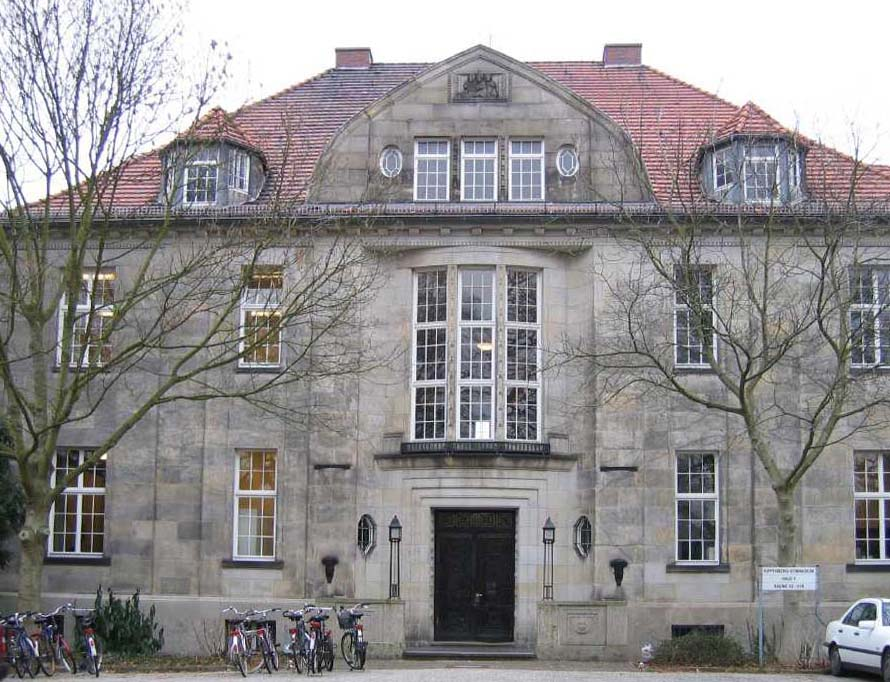
Vietor-Haus (ehemals Biermann-Villa) des Kippenberg-Gymnasiums, 2003

Das Kippenberg-Gymnasium an der Schwachhauser Heerstraße 62 bei Kilometer 1,03 an der linken Straßenseite ist eine der bekanntesten Bildungseinrichtungen der Stadt, was auch in seiner 150-jährigen Geschichte wurzelt. Diese beginnt mit dem Lehrer August Kippenberg, der im Jahre 1859 in der Straße Am Wall ein privates Lehrerinnenseminar gründete, da es zu jener Zeit zu wenig Ausbildungsmöglichkeiten für Lehrkräfte gab. Neun Jahre später gestattete man ihm, das Institut zu einer Lehranstalt für erwachsene Töchter und Lehrerinnenseminar auszubauen. Am 14. April 1872 richtete er mit Erlaubnis der Behörden eine Höhere Töchterschule ein. Diese entwickelte sich innerhalb von lediglich zehn Jahren mit 750 Schülerinnen zur größten privaten höheren Mädchenschule des Deutschen Kaiserreiches. Allerdings gingen die Einschreibezahlen nach dem Ersten Weltkrieg stark zurück, und 1922 verlor das Institut seinen Status als Privatschule. Nachdem die Schulgebäude am Wall durch Luftangriffe im Zweiten Weltkrieg zu stark beschädigt worden waren, errichtete man 1953 einen Neubau für ein Mädchen-Gymnasium auf dem Grundstück an der Schwachhauser Heerstraße. Mehrere alte Villen, die sich bereits auf dem Gelände befanden, wurden in die Neugestaltung integriert. Das Vietor-Haus (früher Villa Biermann) hat dabei eine zentrale Bedeutung.
1971 führte das Kippenberg-Gymnasium die Koedukation von Jungen und Mädchen ein. 1994 initiierte man den musischen Profilzweig an der Schule. Hierbei liegt ein Schwerpunkt des Unterrichts auf den Fächern Kunst und Musik. Zudem werden Kursfahrten zu Ausstellungen oder ähnlichem angeboten. Heute zählt das Kippenberg-Gymnasium mit dem Alten Gymnasium und dem Hermann-Böse-Gymnasium zu den bekanntesten Bremer Schulen.

### Nr. 78: Villa Gross, Bremer Medienhaus

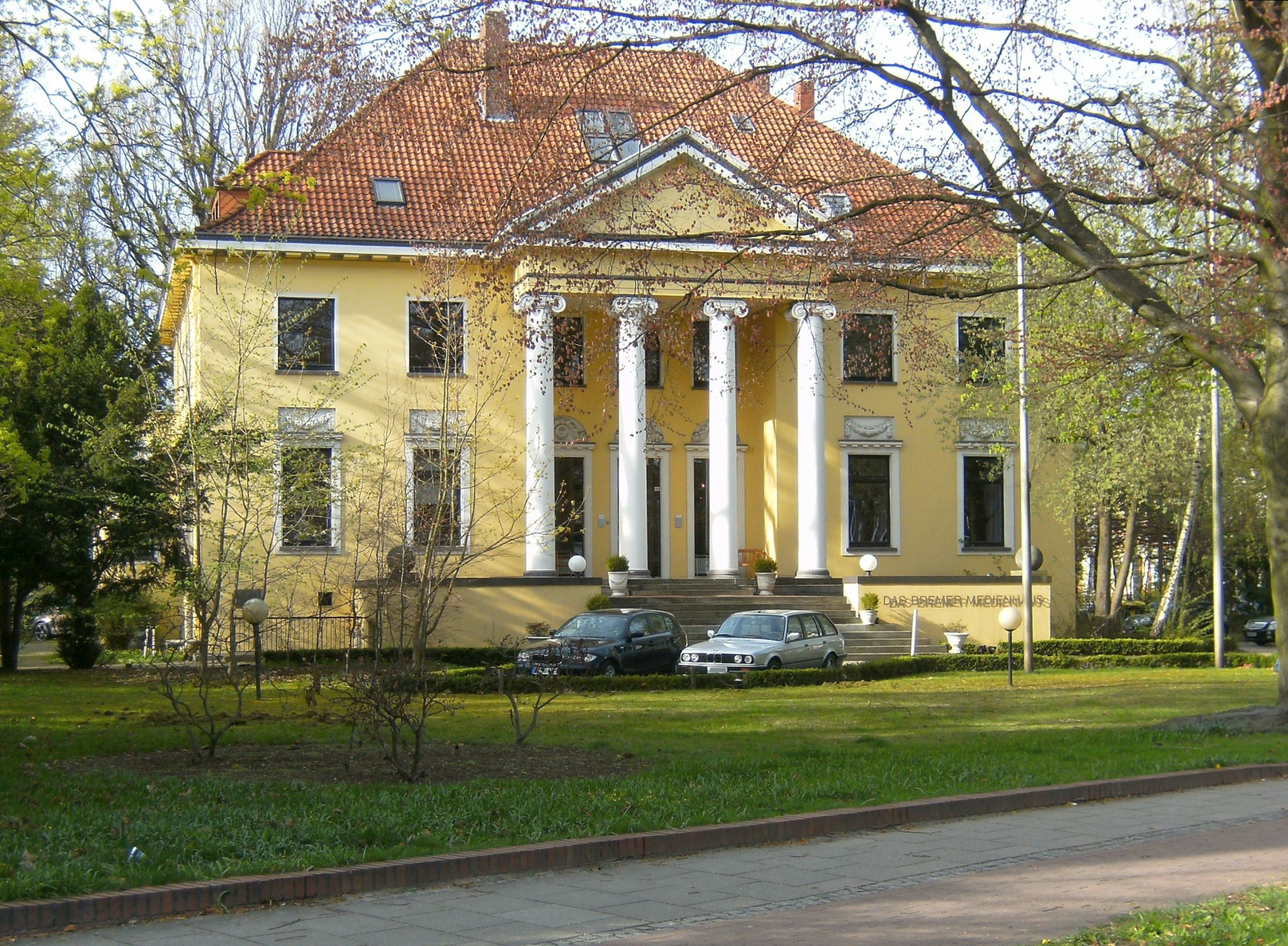
Das Bremer Medienhaus (ehemals Villa Gross), 2011

Die Villa Gross entstand 1911 nach Plänen von August Abbehusen und Otto Blendermann für Professor Dr. med. Heinrich Gross (1869–1954), Chefarzt am St Joseph Stift, im Stil des Neoklassizismus auf dem Grundstück des Gartenlokals Ernst Geisler. Im Gebäude befand sich ab etwa 1988 das Bremer Medienhaus. Im Oktober 2019 wurde es abgerissen.

### Nr. 90: Villa Vollmer
Die Villa Vollmer ist eine Jugendstil-Villa des Bauunternehmers Carl Vollmer. Das Wohnhaus ist eines der wenigen erhaltenen Gebäude in Bremen, die durchgängig in den Formen des Jugendstils gestaltet wurden.

### Nr. 117: Synagoge

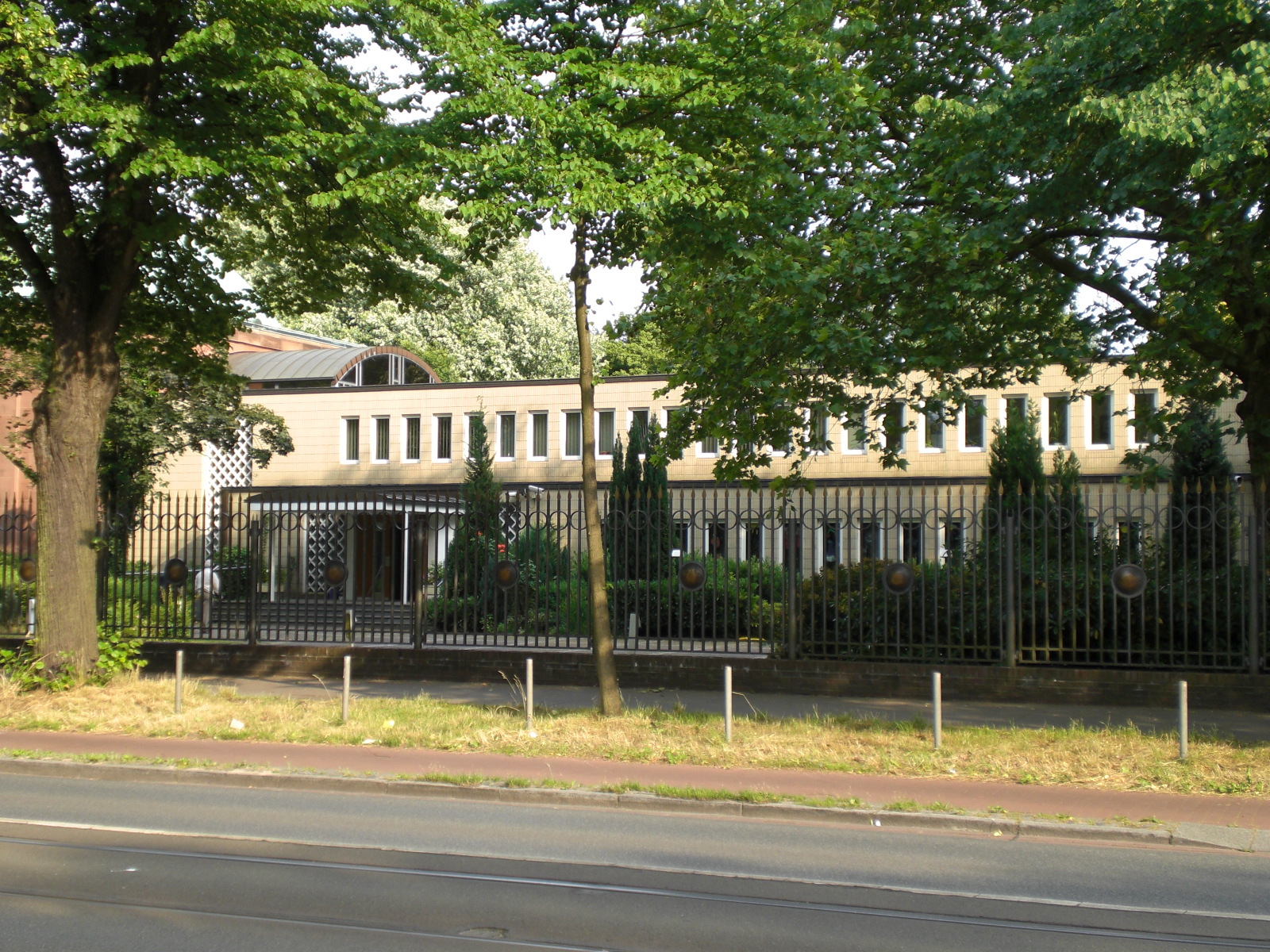
Bremer Synagoge, 2008

Bei Kilometer 1,34 an der südlichen Straßenseite liegt die Bremer Synagoge; ein Neubau von 1961 nach Plänen von Karl Gerle.

### Nr. 166: Kirche St. Ursula
Die Kirche St. Ursula ist mit 500 Plätzen die größte römisch-katholische Kirche der Stadt und gehört zu den bedeutenden Bremer Bauwerken. Die in der Form eines griechischen Kreuzes angelegte Kirche wurde 1968 nach Plänen von Karl-Heinz Bruns gebaut.

### Nr. 361: Wohnanlage
Die Wohnanlage von 1973 nach Plänen von Gerd Krüger für die Baugesellschaft Hübotter wurde 1974 vom BDA-Bremen ausgezeichnet.

## Kulturdenkmäler
An der Schwachhauser Heerstraße finden sich – auch begünstigt durch ihren Verlauf durch ein altes Wohngebiet mit wohlhabenden Bewohnern – zahlreiche Kulturdenkmäler. Diese werden in der folgenden Liste aufgeführt. Die Grundlage für diese Zusammenstellung ist die Veröffentlichung der Landesdenkmalliste der Landesdenkmalpflege Bremen mit dem Stand vom 7. Mai 2008. Genannt wird zunächst die Hausnummer und dann der Name, beziehungsweise die Bezeichnung des Kulturdenkmals. Sollte es Teil eines größeren Ensembles ein, ist dies in der dritten Spalte aufgeführt. Abschließend werden noch das Jahr der Erbauung, der verantwortliche Architekt, Bauleiter oder Auftraggeber sowie das Jahr genannt, in welchem das entsprechende Kulturdenkmal in die Landesdenkmalliste eingetragen wurde.
| Haus- nummer | Name                                      | Teil von             | Erbaut          | Architekt                                   | Eintragung |
| ------------ | ----------------------------------------- | -------------------- | --------------- | ------------------------------------------- | ---------- |
| 40           | St. Ansgarii-Kirche und Gemeindezentrum   | –                    | 1955–1957       | Fritz Brandt                                | 1995       |
| 55           | Wohnhaus                                  | –                    | 1897            | Albert Diedrich Dunkel                      | 1984       |
| 57           | Wohnhaus                                  | –                    | 1897            | Albert Diedrich Dunkel                      | 1984       |
| 59           | Villa Frese                               | –                    | 1897            | Eduard Gildemeister, Wilhelm Sunkel         | 1993       |
| 64           | Villa Biermann Haus Blumeneck Vietor-Haus | Kippenberg-Gymnasium | 1913            | Carl Eeg, Eduard Runge                      | 1981       |
| 67           | Villa Schütte                             | –                    | 1914–1915       | Rudolf Alexander Schröder Rudolph Leymann   | 1993       |
| 90           | Villa Vollmer                             | –                    | 1901            | –                                           | 1976       |
| 163          | Haus Wiedemann                            | –                    | 1913–1914       | Alfred Runge und Eduard Scotland            | 1998       |
| 170          | Haus Klatte                               | –                    | 1896            | –                                           | 1986       |
| 179          | Erlöserkirche                             | –                    | 1950            | Eberhard Gildemeister, Hermann Gildemeister | 2001       |
| 181          | Altenheim                                 | –                    | 1967–1969       | Friedhelm Zeuner                            | 2001       |
| 222          | Villa Pavenstedt                          | –                    | 1927–1929       | Wellermann und Frölich                      | 1998       |
| 224          | Landhaus Pappiér                          | –                    | 1927–1928       | Rudolf Jacobs                               | 1998       |
| 240          | Haus Riensberg                            | Focke-Museum         | 1768            |                                             | 1973       |
| 240          | Franzosentor                              | Focke-Museum         | 1758            | Heinrich Rabba                              | 1973       |
| 240          | Gutspark Riensberg                        | Focke-Museum         | 1792            | Isaak Altmann                               | 1973       |
| 240          | Haus Mittelsbüren                         | Focke-Museum         | 17. Jahrhundert | –                                           | 1973       |
| 253          | Müllerwohnhaus                            | –                    | ≈ 1790          | –                                           | 1973       |
| 335          | Landhaus Herbst                           | –                    | 1909            | Runge und Scotland                          | 1994       |
| 337          | Landhaus Tack                             | –                    | 1907            | Hugo Wagner                                 | 1994       |

Für eine umfassendere Liste aller Kulturdenkmäler im Stadtteil siehe: Liste der Kulturdenkmäler in Schwachhausen.